# Klaus Groth
Klaus Groth (Heide (Holstein), 1819. április 24. – Kiel, 1899. június 1.) német költő, Fritz Reuterrel együtt az új-alnémet (plattdeutsch) irodalom megteremtője.

## Életútja
Szülővárosában tanítói állást nyert. Szabad idejét filozófiai, természettudományi és matematikai tanulmányokra szentelte. 1847-ben egészségügyi szempontból Fehmarn szigetére ment, ahol a költészettel foglalkozott, verseinek nagy részét itt írta meg. 1853-ban Kielbe ment, ahonnan Németországot és Svájcot beutazta, azután pedig Bonnba, ahol 2 évig tartózkodott. Itt az egyetem tiszteletbeli tudorának választották meg. Innen Drezdába, majd ismét Kielbe ment, ahol 1866-ban egyetemi tanár lett. 1872-ben megkétszerezték fizetését és 1875-ben elnyerte a Schiller-dijat. 
Hirnevét Quickborn (Hamburg, 1853, 17. kiad. Kiel 1892; Speckter által illusztrált kiadás, Hamburg, 1856, 2. kiad. 1868) c. versgyűjteményével szerezte meg, melyben a népies líra és románc hangját kitűnően találta el. Az elbeszéléseknek is egész sorozatát írta meg, melyek egyszerűségük és természetességük által tűnnek ki. Egyéb alnémet nyelven írt munkái: Voer de Goern gyermekversek (Lipcse, 1858); Rothgeter Meister Lamp und sin Docher (Hamburg, 1862); Ut min Jungsparadies (1876); a Quickborn második része stb. A Briefe über Hochdeutsch und Plattdeutsch (Kiel, 1858) c. iratában azt állítja, hogy a felnémet nyelv győzelme az alnémeten az irodalom veszteségére történt. Összegyűjtött munkái 4 kötetben jelentek meg (Kiel, 1893.).

## Művei
| Év   | Cím                                                                   | Magyarul                                                      | Műfaj                  | Kiadó                                   | Digitálisat   |
| ---- | --------------------------------------------------------------------- | ------------------------------------------------------------- | ---------------------- | --------------------------------------- | ------------- |
| 1852 | Quickborn. Volksleben in Plattdeutschen Gedichten ditmarscher Mundart | Quickborn. Népélet a ditmárschi nyelvjárású alnémet versekben | Versgyűjtemény         | Verlag Perthes, Besser & Mauke, Hamburg | (Digitalisat) |
| 1854 | Hundert Blätter                                                       | Száz lap                                                      | Felnémet versek        |                                         |               |
| 1855 | Vertelln (I.)                                                         | Elbeszélések                                                  | Elbeszélések           | Schwer’sche Buchhandlung, Kiel          | (Digitalisat) |
| 1858 | Briefe über Hochdeutsch und Plattdeutsch                              | Levelek felnémet és alnémet nyelvről                          | Nyelvészet             | Schwer’sche Buchhandlung, Kiel          | (Digitalisat) |
| 1858 | Vœr de Gœrn                                                           | A gyerekeknek                                                 | Gyermekversek          | Verlag G. Wigand, Leipzig               |               |
| 1859 | Vertelln (II.)                                                        | Elbeszélések                                                  | „Trina“című elbeszélés | Schwer’sche Buchhandlung, Kiel          | (Digitalisat) |
| 1860 | Rothgeter Meister Lamp un sien Dochder                                | Rothgeti Lamp mester és a lánya                               | Versek                 |                                         | (Digitalisat) |
| 1864 | Fiv nie Leder ton Singn un Beden vœr Schleswig-Holsteen               | Őt új dal énekelni és imádni való Schleswig-Holsteinnek       |                        | Verlag Perthes, Besser & Mauke, Hamburg |               |
| 1870 | Über Mundarten und mundartliche Dichtungen                            | A nyelvjárásokról és a nyelvjárási költészetről               | Nyelvészet             |                                         | (Digitalisat) |
| 1876 | Ut min Jungsparadies. Dree Vertelln                                   | A gyerekkori paradicsomomból. Három elbeszélés                | Elbeszélések           | Verlag Georg Stilke, Berlin             | (Digitalisat) |
| 1877 | Witen Slachters                                                       |                                                               | Elbeszélés             |                                         |               |
| 1892 | Gesammelte Werke (4 Bände)                                            | Összegyűjtött munkái (4 kötet)                                |                        | Lipsius & Tischer, Kiel                 |               |

## Forrás
- Groth. In  A Pallas nagy lexikona. Szerk. Bokor József. Budapest: Arcanum – FolioNET. 1998.  ISBN 963 85923 2 X